# Luis Hurtado (acteur)
Pour les articles homonymes, voir Luis Hurtado.
Luis Hurtado Girón (né à Madrid le 8 septembre 1898, mort au même endroit le 21 mars 1967) est un acteur espagnol de cinéma, qui est intervenu dans 24 films au cours d'une carrière qui a commencé en Italie et s'est poursuivie en Espagne, de 1921 à 1955.

## Filmographie complète
- 1921 : La inaccesible
- 1940 : El último húsar de Luis Marquina[2]
- 1940 : El inspector Vargas (en)
- 1941 : Les Fiancés (en) (I promessi sposi) de Mario Camerini
- 1941 : L'Enfant du meurtre ou Complot à Florence de Ladislas Vajda
- 1942 : Capitaine Tempête[3] (El capitán Tormenta) de Corrado D'Errico[4]
- 1942 : Paura d'amare (it)
- 1942 : Document Z-3 (en)
- 1942 : L'angelo del crepuscolo (it) de Gianni Pons
- 1943 : La casa de la lluvia (es)
- 1943 : El león de Damasco[5]
- 1943 : L'usuraio (it)
- 1944 : Gran premio
- 1944 : Retorno
- 1947 : Alma canaria (es)
- 1948 : La mariposa que voló sobre el mar (es)
- 1948 : Doña María la Brava
- 1949 : Filigrana (es)
- 1950 : La noche del sábado (en)
- 1950 : Teatro Apolo (film) (es)
- 1951 : La canción de La Malibrán (en)
- 1952 : De Madrid al cielo (es) de Rafael Gil
- 1954 : Le Baiser de Judas (El beso de Judas), de Rafael Gil : Caïphe
- 1955 : La otra vida del capitán Contreras (es)

## Crédit d'auteurs
- (es) Cet article est partiellement ou en totalité issu de l’article de Wikipédia en espagnol intitulé « Luis Hurtado (actor) » (voir la liste des auteurs).